# Haag-Łopuszański-Sohnius-Theorem
Das Haag-Łopuszański-Sohnius-Theorem der theoretischen Physik (gefunden 1975 von Rudolf Haag, Jan Łopuszański und Martin Sohnius) besagt, dass die Symmetrien einer konsistenten Quantenfeldtheorie nicht bereits mit einer trivialen Kombination von internen Symmetriegruppen und der Poincaré-Algebra maximal sind (Coleman-Mandula-Theorem), sondern erst und ausschließlich unter Einbeziehung von Supersymmetrie (SUSY).
Der entscheidende Ausweg aus dem no-go theorem (englisch) von Coleman und Mandula war dabei, nicht nur bosonische, sondern auch fermionische Generatoren zuzulassen. Auf diese Weise erhält man die Supersymmetrie zwischen Bosonen und Fermionen. Die fermionischen Generatoren ändern nur den Spin der Teilchen, alle anderen Quantenzahlen werden nicht beeinflusst. Insbesondere kommutieren die SUSY-Generatoren mit dem Viererimpuls, der Antikommutator zweier SUSY-Generatoren jedoch liefert eine Raumzeit-Transformation.